# Mariusz Dzienis
Mariusz Dzienis (ur. 27 lutego 1980 w Białymstoku) – polski piłkarz grający na pozycji pomocnika.
Karierę rozpoczął w Jagiellonii Białystok w wieku 11 lat. Wraz z żółto-czerwonymi odnosił kolejne sukcesy, awansując od czwartej do pierwszej ligi. Wraz z przyjściem do zespołu Adama Nawałki coraz rzadziej występował na ligowych boiskach. W 2005 przeszedł do Lechii Gdańsk na zasadzie wypożyczenia. Następnie ponownie powrócił do Białegostoku, by razem z Jagiellonią awansować do najwyższej klasy rozgrywek. 28 sierpnia 2009 roku podpisał kontrakt z Górnikiem Zabrze na zasadzie wypożyczenia na rok z opcją pierwokupu . W styczniu 2010 za porozumieniem stron rozstał się z Górnikiem Zabrze. Od 22 stycznia 2013 roku piłkarz Pogoni Siedlce. 27 stycznia 2014 podpisał kontrakt z III-ligową Wissą Szczuczyn. W sezonie 2014/15 występował w III-ligowej Olimpii Zambrów, z którą awansował do II ligi, w Olimpii grał także w sezonie 2015/16. Na jesieni 2016 roku Dzienis grał w IV-ligowej Biebrzy Goniądz.